# یواس‌اس تاماراک (اس‌پی-۵۶۱)
یواس‌اس تاماراک (اس‌پی-۵۶۱) (به انگلیسی: USS Tamarack (SP-561)) یک کشتی بود که طول آن ۸۰ فوت (۲۴ متر) بود. این کشتی در سال ۱۹۱۵ ساخته شد.